# Вирва викиду

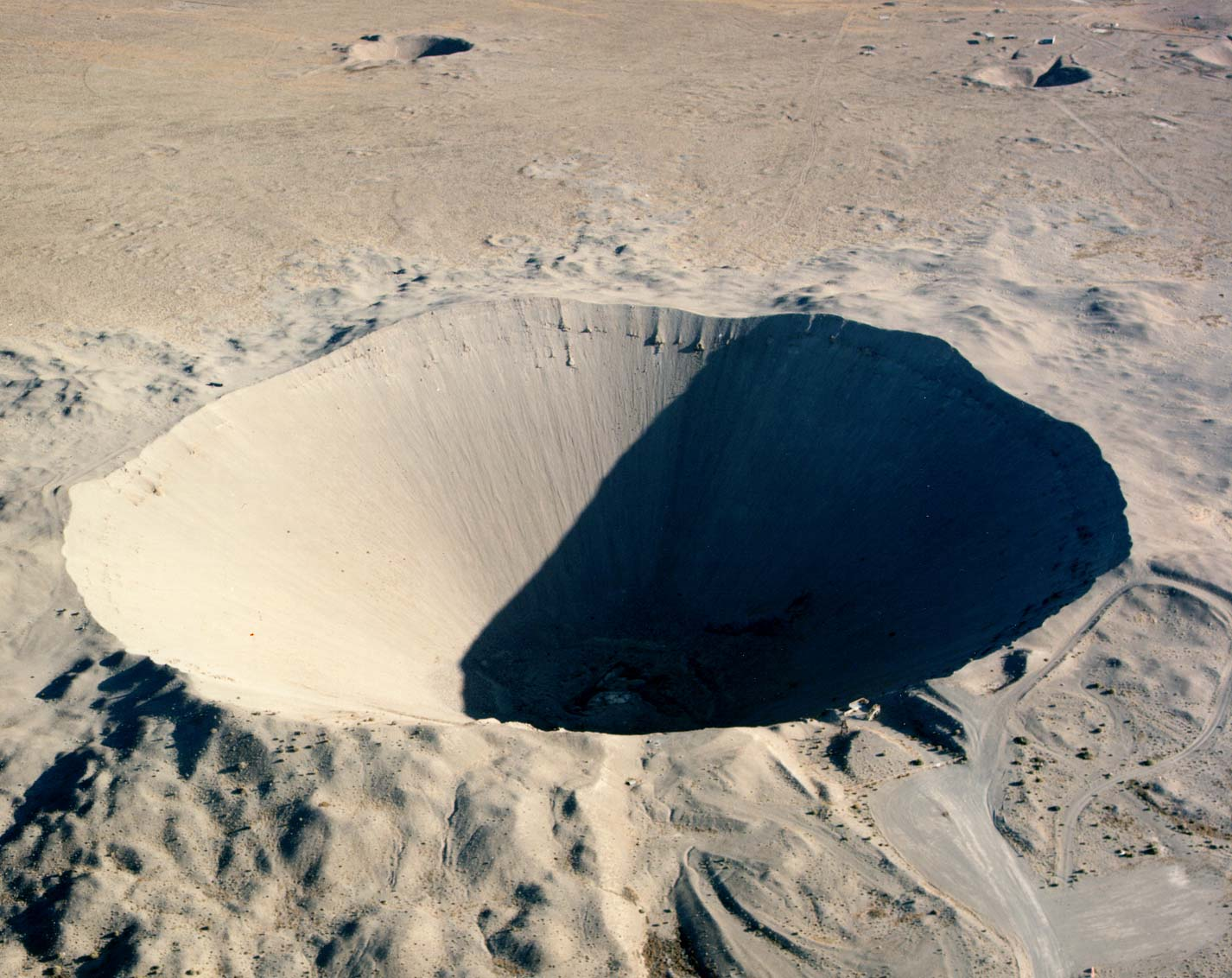
Вирва глибиною 100 м і радіусом 390 м, утворена неглибоким підземним ядерним випробуванням Седан

Вирва викиду — виїмка, кратер, що утворюється в масиві внаслідок руйнування і переміщення гірської породи під час вибуху.

## Процеси, що впливають на утворення вирви
Вирва утворюється в результаті вибуху через зміщення та викидання матеріалу з землі. Зазвичай вона має форму чаші. Газ високого тиску та ударні хвилі викликають три процеси, що відповідають за створення вирви:
- Пластична деформація ґрунту.
- Викид матеріалу з землі вибухом.
- Сколювання поверхні землі.

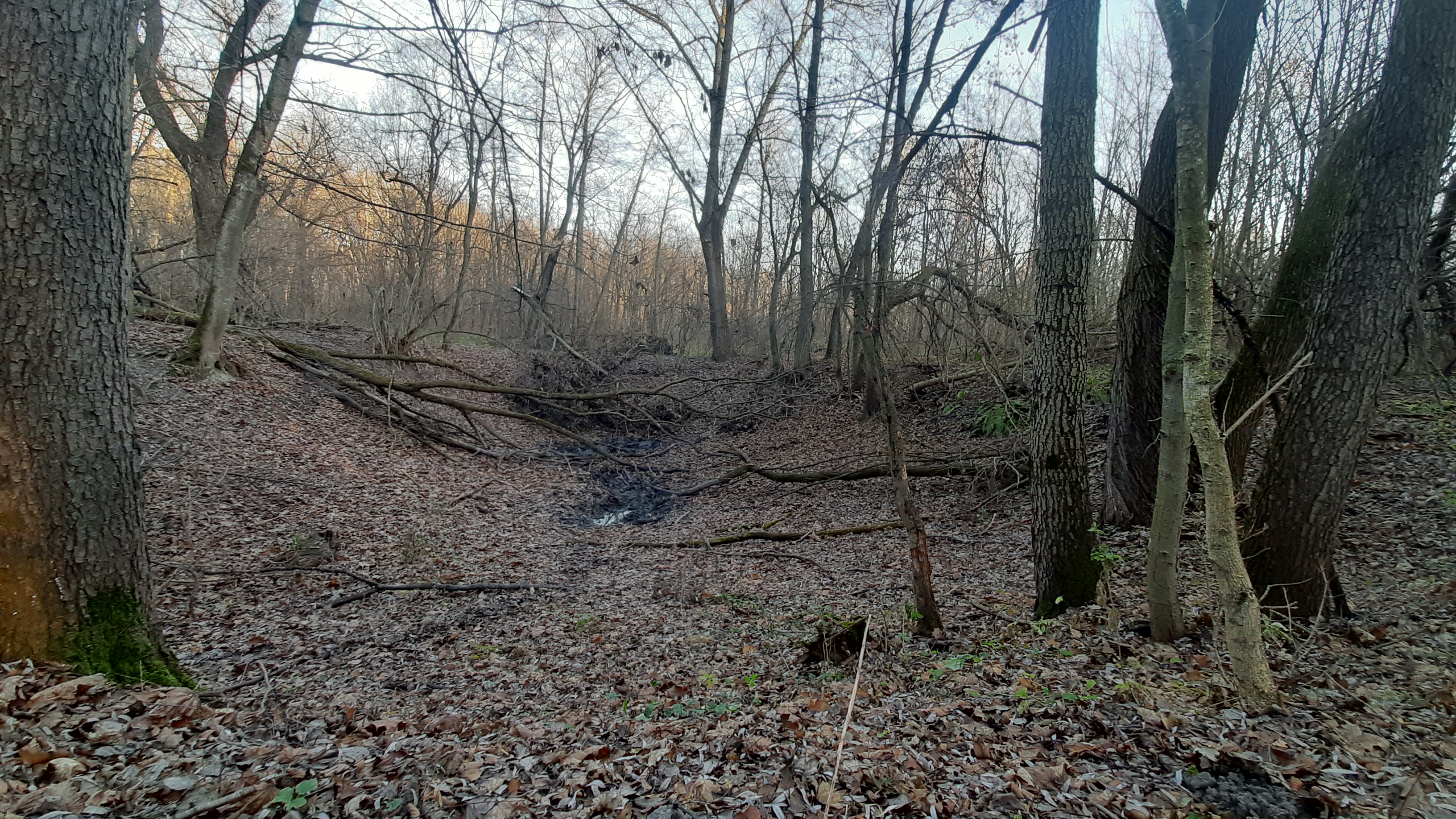
Вирва з часу Німецько-радянської війни через шість десятиліть

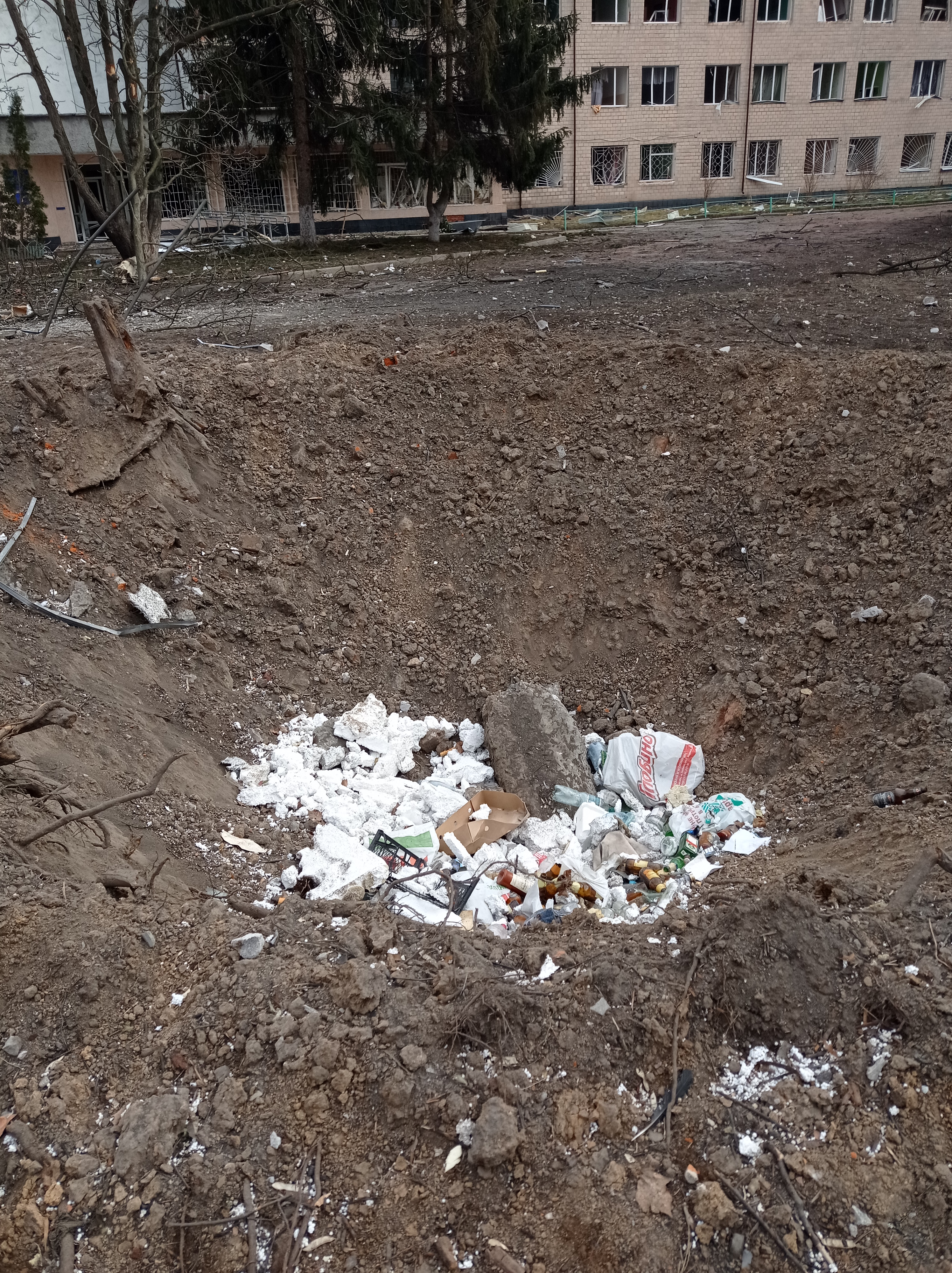
Вирва від вибуху у Чернігові, березень 2022

Два процеси частково заповнюють кратер назад:
- Зворотне опадання матеріалу від викиду.
- Ерозія та зсуви вирви та стіни вирви.[1]

Відносна важливість цих п'яти процесів змінюється в залежності від висоти над або глибини під поверхнею, на якій відбувається вибух, і від складу ґрунту.

## Параметри

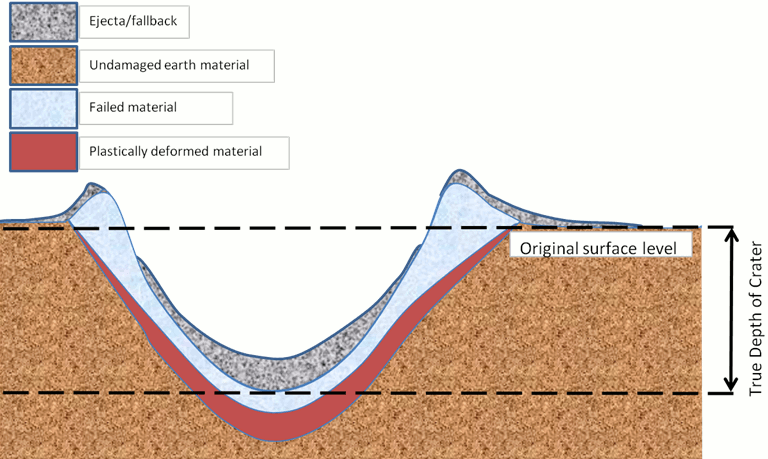
Стилізований поперечний переріз вирви, утвореної підземним вибухом.

Основний параметр — показник дії вибуху: n = r/W, де r — радіус вирви, м; W — довжина лінії найменшого опору, м. Розрізняють Вирва вибуху нормального (n = 1, r = W, кут при вершині конуса 90°), посиленого (n = 1, r > W, кут більше 90°), зменшеного (0,7< n < 1, r < W, кут менше 90°) викидів. Об'єм у скельних породах при вибуху одиничного заряду визначається за формулою: v = n²W³.
Параметри вирви викиду покладені в основу розрахунків зарядів при вибухах на викид і дроблення гірських порід.